# Stanisław Krusiński
Stanisław Krusiński (ur. 1 maja 1857 w Posiołkach w guberni saratowskiej, zm. 24 stycznia 1886 w Kazaniu) – ekonomista i socjolog, jeden z pierwszych popularyzatorów marksizmu w Polsce.

## Życiorys
Syn urzędnika ziemskiej komisji katastru Hiacynta i Malwiny. Matka owdowiawszy w r. 1864 wyszła ponownie za mąż w Saratowie za lekarza wojskowego Wiktora Sperskiego. Tam korzystając z pomocy ojczyma w 1875 ukończył gimnazjum. Studiował medycynę w Petersburgu (1878) Kazaniu (1879) i Warszawie (1879–1883). 
W latach 1880–1883 w Warszawie skupia się wokół niego grupa studentów, później nazwanych „krusińszczykami”. W grupie tej odgrywali ważną rolę Kazimierz Pławiński, Adam Sąsiedzki, Bronisław Białobłocki i Ludwik Krzywicki. Z inicjatywy Krusińskiego i przy jego współudziale przetłumaczono 1 tom Kapitału Karola Marksa.
Krusińszczycy utrzymywali bliskie stosunki z «proletariatczykami» i Ludwikiem Waryńskim. Podczas zjazdu polskich grup socjalistycznych w Wilnie (styczeń 1883), w którym uczestniczył jako przedstawiciel środowiska studenckiego, był głównym oponentem Waryńskiego. Uważał wówczas, że tworzenie politycznej partii robotniczej jest przedwczesne z powodu niskiego poziomu świadomości robotników. Podkreślał też znaczenie ewolucji przemian społecznych, wynikłych z postępującego rozwoju sił wytwórczych. Zarazem nie ufał możliwościom wywołania przewrotu społecznego przez walkę robotników zorganizowanych w partii. Twierdził, że najważniejszym zadaniem jakie stoi przed ruchem socjalistycznym jest propagowanie na szeroką skalę i legalnie zasad socjalizmu, czego miała dokonać grupa teoretyków i publicystów. 
W kwietniu 1883 za udział w akcji domagającej się uwolnienia zatrzymanego przez policję studenta uniwersytetu Eugeniusza Żukowicza został relegowany z uczelni oraz aresztowany i skazany na 6-tygodniowy pobyt w więzieniu w Petersburgu. Po odbyciu kary mieszkał w Wilnie pracując jako korepetytor i lekarz wiejski. Następnie wyjechał do Kazania, gdzie w l. 1885–1886 próbował ukończyć studia medyczne. Uczestniczył tam w życiu miejscowej kolonii polskiej. Nabawiwszy się zapalenia opon mózgowych po trzech dniach choroby zmarł w Kazaniu 24 stycznia 1886 r. 
Na dorobek naukowy Krusińskiego składa się kilkanaście przyczynków opublikowanych w latach 1883–1885, głównie na łamach dodatku miesięcznego do „Przeglądu Tygodniowego”. Z listów Krusińskiego oraz relacji Krzywickiego wiadomo, że Krusiński napisał lub rozpoczął kilka innych prac, które prawdopodobnie zaginęły. Przeważającą część dorobku Krusińskiego stanowią rozprawy ekonomiczne. Ich przedmiotem są: krytyka założeń ekonomii liberalnej (na przykładzie dzieł Józefa Supińskiego), analiza rozwoju kapitalizmu w rolnictwie, krytyka ideologów drobnej własności wiejskiej i miejskiej i popularyzacja założeń ekonomii marksowskiej.
W szkicach socjologicznych Krusiński krytykował z punktu widzenia podstawowych założeń materializmu historycznego społeczny program „pracy organicznej” warszawskich pozytywistów oraz teorię socjologiczną Herberta Spencera. W oparciu o teorię walki klasowej i darwinizmu społecznego dowodził, że społeczeństwa „ucywilizowane” nie są organizmami, których poszczególne części współdziałają zgodnie ze sobą. Uważał jednak, że będą miały taki charakter w sprawiedliwym ustroju społecznym, w socjalizmie.
Do najmniej ukształtowanych należały filozoficzne poglądy Krusińskiego, które rozwijały się pod wpływem różnorodnych kierunków – darwinizmu, neokantyzmu i pozytywizmu. Marzył o stworzeniu naukowej psychologii życia zbiorowego. Poglądy swe określał jako „dualizm”, akcentując w ten sposób niemożność sprowadzenia „ducha” do „materii”. Za Fryderykiem Engelsem podkreślał „dialektyczną zmienność” przyrody. W odczytywaniu prac Karola Marksa i Fryderyka Engelsa oraz zarysach wizji dalszego rozwoju społecznego, Krusiński deklarował się jako scjentysta, przypisując nie tylko nauce, ale i inteligencji jako grupie społecznej ważną rolę społeczną.

## Publikacje
- Dusza społeczna, Warszawa 1885[1]
- Czego nas mogą nauczyć dzieje własności ziemskiej we Francji, Warszawa 1885[2]
- Czy społeczeństwa ucywilizowane są organizmami, [Warszawa] 1885
- Drobna własność i parcelacya w świetle nowej nauki, [Warszawa] 1885[3]
- Organizm biologiczny i społeczny, [Warszawa] 1885[4]
- Szkice socjologiczne[5], Warszawa 1891
- Szkice ekonomiczne i filozoficzne[6], Warszawa 1892; 2 wydanie Kraków 2010,
- Pisma zebrane, wstępem poprzedził Tadeusz Kowalik, Warszawa 1958.